# Escuela de Ingeniería de Telecomunicaciones y Aeroespacial de Castelldefels
La Escuela de Ingeniería de Telecomunicación y Aeroespacial de Castelldefels (EETAC), antes Escuela Politécnica Superior de Castelldefels (EPSC), es una escuela de enseñanza Superior de la Universidad Politécnica de Cataluña (UPC) situada en el municipio de Castelldefels que imparte titulaciones de Grado, Máster y Doctorado en el ámbito de las telecomunicaciones y aeronáutica.
La EETAC forma parte del Campus del Bajo Llobregat, que está integrado en el Parc Mediterrani de la Tecnologia, situado junto al Canal Olímpico de Cataluña. El Campus está situado cerca de Barcelona y de su área metropolitana: la estación de tren de Castelldefels se encuentra a solo unos 300 m del campus, hay varias líneas de autobús que llegan hasta el campus y también se accede por la autopista C-32 y la autovía de Castelldefels.

## Estudios

### Grado (4 años, 240 ECTS)
- Grado en Ingeniería de Sistemas Aeroespaciales (menciones en Aeronavegación/Aeropuertos)
- Grado en Ingeniería Telemática (Ingeniería de Redes y de Internet)
- Grado en Ingeniería de Sistemas de Telecomunicación

### Dobles titulaciones de grado
- Doble titulación de grado en Ingeniería de Sistemas Aeroespaciales e Ingeniería de Sistemas de Telecomunicación o Ingeniería Telemática
- Doble titulación de grado en Ingeniería de Sistemas de Telecomunicación e Ingeniería Telemática

### Master
- MASTEAM: Master's degree in Applied Telecommunications and Engineering Management (en inglés; 60 ECTS)
- MAST: Master's degree in Aerospace Science and Technology (en inglés; 90 ECTS)
- MED: Master's degree in Applications and Technologies for Unmanned Aircraft Systems (Drones) (en inglés; 60 ECTS)
- MATT: Master's degree in Advanced Telecommunications Technologies (en inglés; 60 ECTS)

### Doctorado
- MASTEAM ofrece un itinerario específicamente orientado a la investigación y a programas de doctorado
- DOCTA: programa de doctorado en Ciencia y Tecnología Aeroespacial

## Historia
Han sido directores de la EETAC: 
- Javier Bará Temes (1991-1996)
- José Luis Andrés Yebra (1996-2002)
- Miguel Valero García (2002-2008)
- Jordi Berenguer i Sau (2008-2014)
- Luis G. Alonso Zárate (2014-2021)
- Cristina Cervelló i Pastor (2021 - )

### Curso 1991-1992
Se crea la Escuela Universitaria Politécnica del Baix Llobregat (EUPBL) con sede provisional en San Justo Desvern, un centro de la Universidad Politécnica de Cataluña (UPC). Se empieza a impartir la titulación de Ingeniería Técnica de Telecomunicación, especialidad en Sistemas de Telecomunicación.
Esta titulación introduce en la UPC una novedosa organización de la docencia:
- Se establece una estructura cuatrimestral pura
- Se introducen asignaturas íntegramente de laboratorio limitadas a 40 estudiantes para la teoría y 20 los de laboratorio y aplicación
- Se utiliza un sistema de evaluación continua suprimiendo los exámenes de septiembre.
- Se introduce la figura del profesor tutor

### Curso 2000-2001
Se empieza a impartir la titulación de Ingeniería Técnica de Telecomunicación, especialidad en Telemática. 

### Curso 2001-2002
La Escuela se traslada al nuevo Campus del Baix Llobregat y pasa a denominarse Escuela Politécnica Superior de Castelldefels (EPSC). Este traslado coincide con el inicio del segundo ciclo de ingeniería de telecomunicación.

### Curso 2002-2003
Se empieza a impartir la titulación de Ingeniería Técnica de Aeronáutica, especialidad en Aeronavegación. 

### Curso 2006-2007
Se empieza a impartir el Master of Science in Telecommunication Engineering & Management (MASTEAM).

### Curso 2007-2008
Se empieza a impartir el Master in Aerospace Science and Technology (MAST).

### Curso 2009-2010
Se empiezan a impartir las titulaciones adaptadas al EEES: Grado en Ingeniería Telemática y el Grado de Ingeniería en Sistemas de Telecomunicación.

### Curso 2010-2011
Se empiezan a impartir los nuevos grados (EEES) de ingeniería aeroespacial, especializados en aeronavegación, instrumentos de vuelo y gestión del espacio aéreo y el de ingeniería de aeropuertos.
Se cambia el nombre de la escuela, de ahora en adelante se llamará Escuela de Ingeniería de Telecomunicación y Aeroespacial de Castelldefels (EETAC).

## Ubicación
Está ubicada en el Campus del Baix Llobregat en el Parc Mediterrani de la Tecnología, que tiene una superficie de 38 ha y aloja, además de centros docentes (EETAC, EEABB), servicios universitarios, biblioteca, residencia universitaria, centros de investigación y empresas:

### Centros públicos de investigación
- Centre Tecnològic de Telecomunicacions de Catalunya (CTTC)
- Institut de Ciències Fotòniques (ICFO)
- International Center for Numerical Methods in Engineering (CIMNE)

### Empresas
- Ingenia
- Iris
- Radiantis
- Thrombotargets

El Campus del Bajo Llobregat ha sido diseñado con criterios medioambientales tanto en la construcción como en la utilización de los edificios, de manera que se cuida de forma específica el suelo y la vegetación, el consumo de agua y energía de los edificios, únicamente se permite la circulación de bicicletas y de peatones en la movilidad interna, y se potencia el transporte público en sus comunicaciones externas.

## Características
La escuela se caracteriza por:
- Ser pionera en España en el aprendizaje cooperativo basado en proyectos, con un número reducido de estudiantes por clase.
- Sistema de evaluación continuada, basado en el trabajo regular de los estudiantes.
- Promoción de la experimentación y del uso de los laboratorios, que están a disposición de los estudiantes cuando no hay clases.
- Prácticas en empresas incluidas en el plan de estudios (más de 250 estudiantes por año, alrededor de 400h/estudiante, contactos con más de 180 empresas).
- El 80% de los estudiantes que ingresan acaban sus estudios y encuentran trabajo en un periodo inferior a dos meses.

La EETAC participa en el Proyecto piloto de adaptación de las titulaciones al Espacio Europeo de Educación Superior.

### Calidad de la docencia
Desde sus inicios en 1991, la Escuela ha apostado por la calidad en la docencia y en la gestión y dispone del Certificado de Calidad ISO 9001:2000, renovado en el año 2013.
La EETAC ha sido galardonada en dos ocasiones con el Premio Vicens Vives (1996 y 2004) y también ha recibido el Premio Flyer. El año 2006 la Agència per a la Qualitat del Sistema Universitari (AQU) le otorgó dos distinciones de calidad en la docencia.

### Investigación
Algunos departamentos de la Universidad tienen grupos de investigación que desarrollan sus actividades en la EETAC, fundamentalmente en las áreas siguientes: 
- Tecnologías de la Información
- Microondas
- Control Aplicado
- Sensores Inteligentes
- Redes de Banda Ancha
- Comunicaciones Móviles y por Radio
- Seguridad y Conexión de Redes
- Fotónica
- Electrónica
- Materiales
- Microgravedad
- Navegación Aérea
- Sistemas de Satélite
- Diseño de Sistemas de Comunicaciones
- Teoría de grafos